# 法華寺 (北海道せたな町)
法華寺（ほっけじ）は、北海道久遠郡せたな町大成区都にある日蓮宗の寺院。山号は久遠山。

## 歴史
大正13年（1924年）佐々木春海が設立した日蓮宗道場久遠教会が起源。昭和5年（1930年）大塚泰浄を開山に久遠山法華寺を公称した。

## 歴代
- 佐々木春海
- 大塚泰浄
- 大塚泰淳

## 参考資料
- 日蓮宗寺院大鑑編集委員会『宗祖第七百遠忌記念出版 日蓮宗寺院大鑑』大本山池上本門寺 (1981年)

## 関連資料
- 日蓮宗新聞 2013年9月29日

## 公式サイト
- 公式ウェブサイト（日本語）